# Lipine
Lipine falu Horvátországban, Eszék-Baranya megyében. Közigazgatásilag Gyurgyenováchoz tartozik.

## Fekvése
Eszéktől légvonalban 41, közúton 60 km-re nyugatra, Nekcsétől légvonalban 10, közúton 12 km-re északra, községközpontjától légvonalban 8, közúton 12 km-re északkeletre, a Szlavóniai-síkságon, a Nekcséről Alsómiholjácra menő út és a Breznicai halastavak között fekszik.

## Története
A régészeti leletek tanúsága szerint területe már az őskorban is lakott volt. 2010 folyamán régészeti ásatásokat végeztek a Slobodnica-Alsómiholjác gázvezeték nyomvonalán a „Lipina” lelőhelyen. A feltárás során késő bronzkori, az urnamezős kultúrához tartozó település nyomaira bukkantak. A leletek között sok cseréptöredék mellett ház maradványait is megtalálták. A síkvidéki bronzkori település egy részét elpusztította a Lipinére menő aszfaltozott út és a mellette futó csatorna építése. Az ásatás eredményei alapján valószínűleg a bronzkori település déli szélét sikerült feltárni.
Az ettől északra fekvő „Topolovac” nevű régészeti lelőhelyen középkori település maradványai is előkerültek.
A mai település csak a 19. század végén keletkezett Klokočevci északi, Lipine nevű határrészén. Első lakói a környező erdők irtására és a földek megművelésére betelepített magyarok, csehek és horvátok voltak. 1900-ban 103, 1910-ben 211 lakosa volt. Verőce vármegye Nekcsei járásához tartozott. Az 1910-es népszámlálás adatai szerint lakosságának 62%-a magyar, 36%-a horvát, 2%-a cseh anyanyelvű volt. Az első világháború után 1918-ban az új szerb-horvát-szlovén állam, majd később (1929-ben) Jugoszlávia része lett. 1991-ben lakosságának 96%-a horvát nemzetiségű volt. 2011-ben 68 lakosa volt.

## Lakossága
| Lakosság változása | Lakosság változása | Lakosság változása | Lakosság változása | Lakosság változása | Lakosság változása | Lakosság változása | Lakosság változása | Lakosság változása | Lakosság változása | Lakosság változása | Lakosság változása | Lakosság változása | Lakosság változása | Lakosság változása | Lakosság változása |
| ------------------ | ------------------ | ------------------ | ------------------ | ------------------ | ------------------ | ------------------ | ------------------ | ------------------ | ------------------ | ------------------ | ------------------ | ------------------ | ------------------ | ------------------ | ------------------ |
| 1857               | 1869               | 1880               | 1890               | 1900               | 1910               | 1921               | 1931               | 1948               | 1953               | 1961               | 1971               | 1981               | 1991               | 2001               | 2011               |
| 0                  | 0                  | 0                  | 0                  | 103                | 211                | 112                | 86                 | 167                | 303                | 297                | 243                | 120                | 138                | 94                 | 68                 |

## Nevezetességei
Ávilai Szent Teréz tiszteletére szentelt római katolikus kápolnája a velimirovaci plébánia filiája.

## Oktatás
A település felső tagozatos tanulói a gyurgyenováci J. J. Strossmayer elemi iskolába, az alsósok a klokočevaci területi iskolába járnak.